# Saint-Christol (Ardèche)
Saint-Christol település Franciaországban, Ardèche megyében. Lakosainak száma 100 fő (2022. január 1.). Saint-Christol Accons, Beauvène, Le Cheylard, Dornas, Gluiras, Saint-Barthélemy-le-Meil, Saint-Genest-Lachamp és Saint-Michel-d’Aurance községekkel határos.

## Népesség
A település népessége az elmúlt években az alábbi módon változott:
| Lakosok száma | 216  | 145  | 116  | 98   | 104  | 101  | 103  | 107  | 105  | 100  |
|               | 1968 | 1982 | 1990 | 2006 | 2013 | 2015 | 2017 | 2019 | 2020 | 2022 |